# Техеро, Антонио
Анто́нио Техе́ро Моли́на (исп. Antonio Tejero Molina; 30 апреля 1932, Алаурин-эль-Гранде) — испанский военный, офицер жандармерии, бывший подполковник Гражданской гвардии. Убеждённый франкист, националист и антикоммунист. Стал всемирно известен как один из руководителей провалившейся попытки государственного переворота в Испании 23 февраля 1981 года. Отбыл пятнадцать лет заключения. После освобождения профессионально занялся живописью. Выступает с политическими заявлениями крайне правого характера.

## На жандармской службе
Выходец из испанского среднего класса (сын учителя, внук крестьянина). По политическим взглядам родители Антонио Техеро были правыми республиканцами. В 19-летнем возрасте Антонио Техеро поступил на службу в испанскую жандармерию — Гражданскую гвардию. Учился в военной академии Сарагосы. Всегда отличался праворадикальными взглядами, был убеждённым сторонником франкистской диктатуры, государственной целостности и колониальной экспансии. Выступал за жёсткое подавление коммунизма, либерализма, анархизма и сепаратизма.

Я не монархист, но принимаю все формы правления, в том числе монархию, если она ведёт страну верным курсом. Я люблю жизнь и свободу. Мне нравится порядок. Я практикующий католик. Политически я не привержен какой-либо идеологии. Моя единственная политика — это Испания: её мир, порядок, труд и величие. Я не хочу ничего сверх заработанного, уважаю стремления других иметь то, что они заслуживают. Я стараюсь поддерживать самых слабых, но не патерналистски, а на основе равенства и солидарности.

Антонио Техеро

В декабре 1955 года Техеро получил лейтенантское звание. Служил в Каталонии, Галисии, Андалузии, на Канарских островах, в Бадахосе. Подавал рапорт о переводе в Испанскую Сахару (в колонии периодически происходили военные столкновения с Марокко, потом с ПОЛИСАРИО), но получил отказ, поскольку хорошо зарекомендовал себя на службе в метрополии. С 1974 года — подполковник Гражданской гвардии.

## Конфликты с демократическим начальством
После смерти Франко в 1975 году подполковник Техеро был направлен на жандармскую службу в Страну Басков. Руководил одной из территориальных штаб-квартир. Ситуация в регионе была крайне тревожной из-за массированных террористических атак сепаратистской организации ЭТА. Жандармы несли потери. Техеро организовывал жёсткие «зачистки». Однако либерализация государственной политики создала для Техеро серьёзные служебные проблемы. В демократическом государстве не приветствовались франкистские методы. За обычные для него действия (сопровождавшиеся акциями типа сожжения баскских флагов) он трижды подвергался дисциплинарным арестам.
Был отстранён с командной должности и переведён в распоряжение командования гражданской гвардией в Малаге. На новом месте также вступил в конфликт с начальством из-за жёсткой антикоммунистической позиции. Был направлен в Эстремадуру, затем поступил в распоряжение мадридского командования Гражданской гвардии.
В 1978 году направил королю Хуану Карлосу I обращение с критикой государственной политики, отхода от принципов франкизма. Был вновь подвергнут дисциплинарному аресту. В ноябре 1978 участвовал в Операции «Галактика» — планировании ультраправого военного переворота. Был арестован, семь месяцев находился в тюрьме. После отбытия срока вернулся на жандармскую службу.

## Февральский путч
23 февраля 1981 года подполковник Антонио Техеро стал одним из руководителей попытки государственного переворота, известной как 23-F (по дате выступления) или El Tejerazo (по имени его лидера). Под его командованием около двухсот бойцов Гражданской гвардии захватили парламентское здание Дворца конгресса. Техеро требовал перехода к правлению военной хунты и возвращения к франкистским порядкам. Рапорт о захвате парламента — «Мой генерал, всё в порядке» — Техеро передал генералу Милансу дель Боску.

Подразделения армии и Гражданской гвардии, которые заняли Конгресс, не имеют иных целей, кроме блага Испании и её народа. Не позволим сепаратистам превратить автономию в разрушение. Не допустим безнаказанности террористов-убийц. Отвергнем такое положение дел, когда престиж Испании снижается с каждым днём. Вооружённые силы стремятся к миру, порядку и безопасности. Да здравствует Испания!

Антонио Техеро

Он категорически отверг предложение генерала Армады о создании правительства с участием гражданских партий. Около 18 часов группа Техеро удерживала дворец, но переворот был осуждён королём и вскоре подавлен. Техеро сдался властям — что интересно, в лице Гражданской гвардии.

## Суд и тюрьма
За военный мятеж, отягощённый рецидивом, в мае 1982 года Антонио Техеро был приговорён к 30 годам лишения свободы, отчислен из Гражданской гвардии и лишён воинского звания. В заключении он основал ультраправую партию Испанская солидарность, которая участвовала в парламентских выборах, но потерпела сокрушительное поражение, набрав по всей Испании менее 29 тысяч голосов (0,14 %). В заключении Техеро писал мемуары, изучал языки, историю и географию, занимался живописью.
Освобождён из военной тюрьмы в Алькала-де-Энаресе 2 декабря 1996 года на основании королевского помилования. Техеро провёл в заключении 15 лет — больше, чем любой из осуждённых по делу о путче 23-F.

## Частная жизнь и общественные выступления
После освобождения Антонио Техеро ведёт закрытую от публики частную жизнь между Мадридом, Велес-Малагой и Алаурином-де-ла-Торре. Свои занятия живописью он поставил на профессиональную основу: рисует портреты и пейзажи с коммерческой реализацией. Покупают его картины в основном ультраправые активисты.
На 30-летие 23-F в феврале 2011 года Техеро был обнаружен журналистами в отеле на Канарских островах. Однако он не пожелал общаться с прессой. Ложная информация о смерти Антонио Техеро распространилась в конце мая 2018 года, но была быстро опровергнута его сыном. Как выяснилось, на момент этого сообщения Техеро с супругой сидели за завтраком. 
Около десятилетия он не выступал с политическими заявлениями. Однако в начале 2006 года Техеро направил открытое письмо в редакцию газеты Melilla Hoy. Он подверг резкой критике автономию Каталонии, политику тогдашнего социалистического правительства Сапатеро и потребовал проведения всеиспанского референдума по вопросу о статусе Каталонии. В ноябре 2012 года Техеро подал в прокуратуру заявление на главу Каталонской автономии Артура Маса, обвинив его в «подстрекательстве к мятежу» за призывы к независимости. Таким образом, Техеро остаётся верен унитаристским принципам франкизма.
В начале 2007 года Техеро побывал в Мадриде на памятном мероприятии по случаю смерти Аугусто Пиночета. В октябре 2019 года Антонио Техеро участвовал в протестах против перезахоронения Франко в Пардо-Мингоррубио. Присутствие Техеро на церемонии перезахоронения особо отмечалось СМИ.

## Поэтическое сравнение
В международных аналитических программах советского телевидения фигура Антонио Техеро настойчиво связывалась с мрачными образами «Романса об испанской жандармерии» Федерико Гарсиа Лорки. С телеэкрана цитировалось:

Надёжен свинцовый череп

Заплакать жандарм не может

Въезжают, стянув ремнями,

Сердца из лаковой кожи.

Полуночны и горбаты,

Несут они за плечами

Песчаные смерчи страха,

Клейкую мглу молчанья.

## Семья
Члены семьи Антонио Техеро являются его мировоззренческими и политическими единомышленниками. Жена — Кармен Диес Перейра — дочь гражданского гвардейца, учительница по профессии.
Чета Техеро имеет шестерых детей — сыновей Антонио, Рамона, Хуана, дочерей Кармен, Долорес, Эльвиру. Антонио Техеро-младший — офицер Гражданской гвардии. Рамон Техеро — известный священник, философ и теолог.
Брат Антонио Техеро — Мануэль — в 1982 году был руководителем «Испанской солидарности».